# Yuriko Mizuma
Yuriko Mizuma (født 22. juli 1970) er en tidligere japansk fodboldspiller. Hun har tidligere spillet for Japans kvindefodboldlandshold.

## Japans fodboldlandshold
| Japans landshold | Japans landshold | Japans landshold |
| År               | Kmp              | Mål              |
| ---------------- | ---------------- | ---------------- |
| 1990             | 5                | 3                |
| 1991             | 11               | 2                |
| 1992             | 0                | 0                |
| 1993             | 5                | 5                |
| 1994             | 1                | 0                |
| Total            | 22               | 10               |